# Xenopus longipes
Xenopus longipes là một loài ếch trong họ Pipidae. Đây là một loài ếch màu xám nhỏ, với các móng ở cuối màng chân. Nó là loài bơi giỏi.

## Hình ảnh

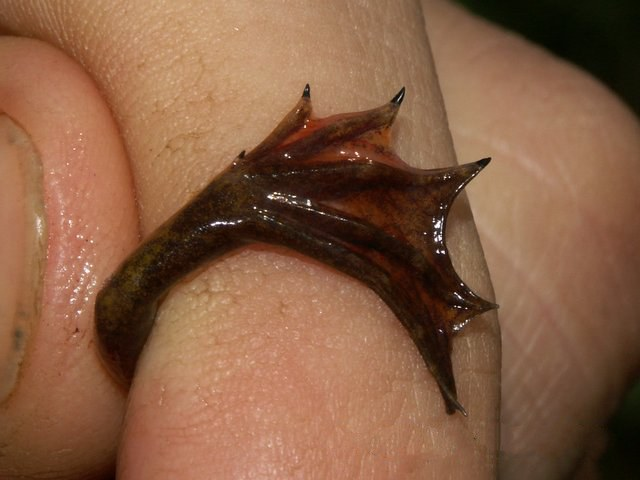
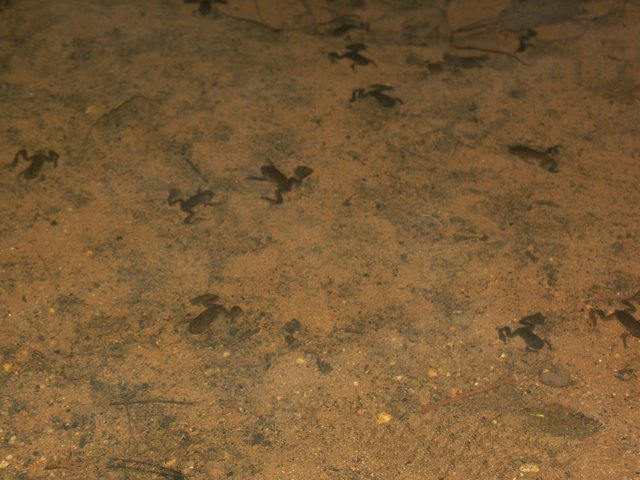
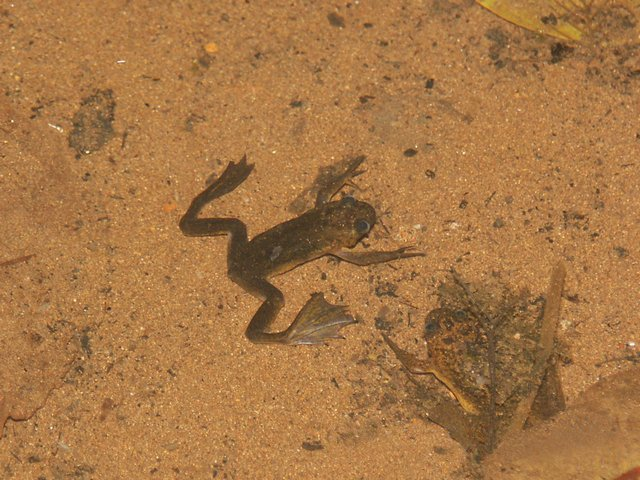
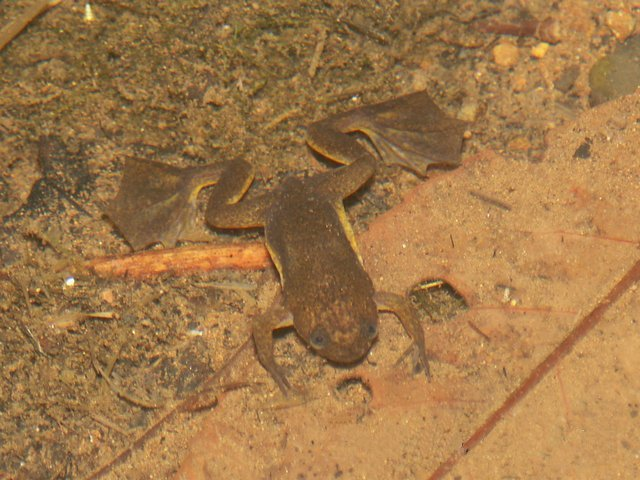